# دانشگاه گرانادا
دانشگاه گرانادا (اسپانیایی: Universidad de Granada‎، UGR) یک دانشگاه دولتی است که در شهر گرانادا کشور اسپانیا واقع شده و در سال 1531 توسط امپراتور چارلز پنجم تأسیس شده‌است. دانشگاه گرانادا به اختصار UGR شناخته می‌شود. این دانشگاه با تقریباً 80،000 دانشجو، چهارمین دانشگاه بزرگ اسپانیا است. این دانشگاه همچنین به غیر از شهر گرانادا، دارای پردیس‌هایی در شمال آفریقا (شهرهای Ceuta و ملیلا)است.دانشگاه گرانادا از دانشگاه‌های اصلی و قدیمی اروپا تلقی می‌شود.

## رتبه‌بندی
براساس چندین نظام رتبه‌بندی، دانشگاه گرانادا در بین ده دانشگاه برتر اسپانیا قرار دارد و مقام اول در علم ترجمه و تفسیر را کسب نموده است. همچنین از آن به عنوان طلایه دار ملی در مهندسی و علوم کامپیوتر یاد می‌شود. دانشگاه گرانادا نقش مهمی در تولید علم ایفا می‌کند و از جمله دانشگاه‌های برتر در سطح ملی و یکی از بهترین دانشگاه‌های جهان در علم محاسبات و ریاضیات است. طبق نظام رتبه‌بندی شانگهای دانشگاه گرانادا در سال ۲۰۱۹ دومین دانشگاه برتر اسپانیا است که رتبه جهانی ۴۵ در علوم مهندسی دارد.

### مراکز واقع در دانشگاه گرانادا

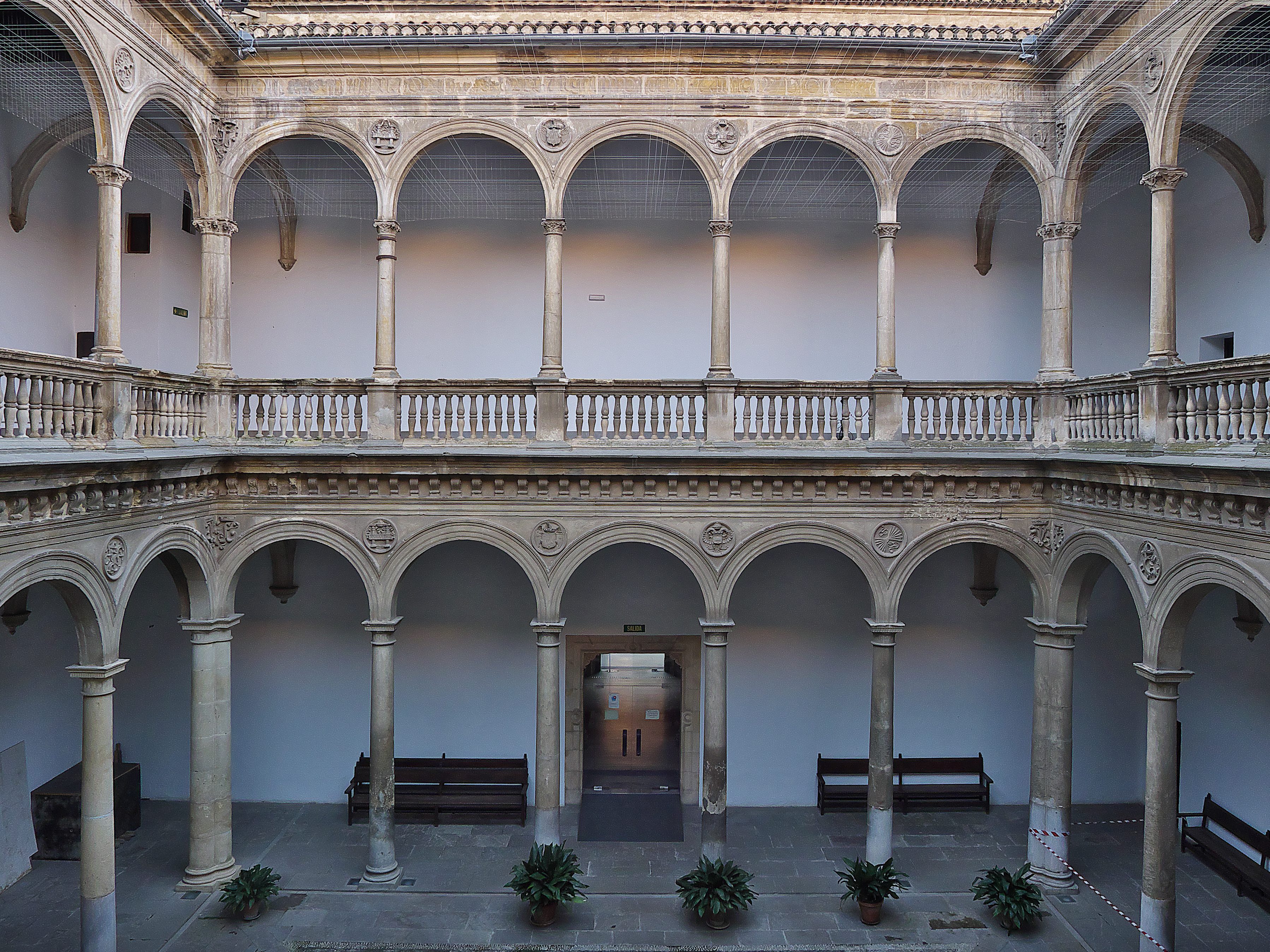
دادگاه رنسانس بیمارستان سلطنتی گرانادا (۱۵۱۵–۱۵۱۱)

- دانشکده مهندسی ساختمان
- دانشکده معماری[۶]
- دانشکده مهندسی عمران[۷]
- دانشکده فناوری اطلاعات و ارتباطات
- دانشکده هنرهای زیبا
- دانشکده علوم
- دانشکده علوم ورزشی
- دانشکده اقتصاد و تجارت
- دانشکده آموزش
- دانشکده علوم سیاسی و جامعه‌شناسی
- دانشکده علوم بهداشتی
- دانشکده مطالعات کار
- دانشکده ارتباطات و مستندات
- دانشکده حقوق[۸]
- دانشکده داروسازی
- دانشکده فلسفه و علوم انسانی
- دانشکده پزشکی
- دانشکده دندانپزشکی
- دانشکده روانشناسی
- دانشکده کار اجتماعی
- دانشکده ترجمه و تفسیر

### پردیس واقع در سئوتا
- دانشکده علوم بهداشت
- دانشکده آموزش و علوم انسانی

### پردیس واقع در ملیلیه
- دانشکده علوم اجتماعی
- دانشکده آموزش، اقتصاد و فناوری
- دانشکده پرستاری

دانشگاه گرانادا طیف گسترده‌ای از برنامه‌های تحصیلات تکمیلی را ارائه می‌دهد، که بر اساس شیوه‌های تحصیلی متناسب با الگوی اروپایی تهیه شده‌است.

## فارغ التحصیلان مشهور
- فرانسیسکو دو پائولا مارتینز دو لا روزا، دولتمرد و اسپانیایی اسپانیایی.
- جولیان سانز دل ریو، فیلسوف، حقوقدان و مربی. او Kraussism را به اسپانیا آورد.
- پدرو آنتونیو د آلارکن و آریزا، رمان‌نویس، روزنامه‌نگار و سیاستمدار.
- نیکولس سلمر و آلونسو، رئیس‌جمهوری اول اسپانیا
- مانوئل گومز - مورنو مارتینز، باستان‌شناس و مورخ.
- Francisco Javier Simonet y Baca، مستشرق، عرب و مورخ.
- فدریکو Olóriz Aguilera، پزشک، انسان‌شناس و جرم‌شناس.
- فرشته گانویت، پیش نویس نویسنده اسپانیایی نسل ۹۸ و سفیر در هلسینکی.
- فرناندو د لوس روئوس ارووتی، سیاستمدار برجسته جمهوری دوم اسپانیا
- نیچو آلکالا زامورا، رئیس‌جمهوری دوم اسپانیا
- Melchor Almagro San Martín، نویسنده، دیپلمات و سیاستمدار.
- Francisco Villaespesa Martín، شاعر مدرنیست.
- الخاندرو ساوا، بیوهمان و نویسنده.
- Blas Infante، پدر ناسیونالیسم اندلس
- Melchor Fernández Almagro ، منتقد ادبیات، مورخ، روزنامه‌نگار و سیاستمدار.
- فدریکو گارسیا لورکا، مرد نامه‌های نسل اسپانیایی '۲۷
- خوزه فرناندز مونتسینوس ، منتقد ادبیات و استاد دانشگاه.
- آمریکو کاسترو، مورخ فرهنگی و روشنفکر ، منتقد ادبیات و استاد دانشگاه.
- فردریک فارسیث، نویسنده انگلیسی.
- خوان فرانسیسکو کاساس، هنرمند اسپانیایی.
- خوزه دو سالامانکا، مارکیس سالامانکا، بازرگان و سیاستمدار اسپانیایی.
- خواکین سابینا، شاعر، خواننده و آهنگساز مشهور
- خوان کارلوس رودریگز گومز، نظریه‌پرداز ادبیات ، منتقد ادبیات و استاد دانشگاه.
- آنتونیو کارواجال میلنا، شاعر و استاد دانشگاه.
- لوئیس لورنس تورس، شاعر پورتوریکو
- آنتونیو موزوز مولینا، نویسنده و مدیر سابق انستیتو سروانتس از شهر نیویورک
- پابلو هراس-کازادو، هادی اسپانیایی.
- آندرس نومان، نویسنده و روزنامه‌نگار اسپانیایی و آرژانتینی.